# Portsmouth and District Championships
Die Portsmouth and District Championships waren offene internationale Meisterschaften im Badminton in England. Sie waren eines der bedeutendsten internationalen Badmintonturniere unmittelbar nach dem Zweiten Weltkrieg. Mit der Ausbreitung des Sports über alle Kontinente verloren die Titelkämpfe in den 1970er Jahren an internationaler Bedeutung.

## Sieger
| Saison | Herreneinzel  | Dameneinzel     | Herrendoppel                 | Damendoppel                  | Mixed                         |
| ------ | ------------- | --------------- | ---------------------------- | ---------------------------- | ----------------------------- |
| 1950   | Tom Wingfield | K. M. Henderson | Tom Wingfield Warwick Shute  | K. M. Henderson Mimi Wyatt   | Harold Marsland Queenie Allen |
| 1956   | R. Mulvaney   | G. E. Parnell   | Dick Hashman Ronald Lockwood | D. J. Hinchcliff Betty Grace | Ciro Ciniglio M. Crombie      |
| 1957   | Hugh Findlay  | Brenda Bird     | Hugh Findlay John Timperley  | Nancy Horner Betty Grace     | S. R. Denton Betty Grace      |
| 1958   | Oon Chong Jin | K. M. Castle    | K. C. Carpenter C. Bartlett  | Sylvia Ripley Ruth Page      | Dick Hashman Patricia Dolan   |